# اورنیا آلپسوی
اورنیا آلپسوی (زادهٔ ۲۴ ژوئن ۱۹۹۴) بازیکن فوتبال در پست هافبک اهل ارمنستان-آلمان است.

## باشگاهی
از باشگاه‌هایی که در آن بازی کرده‌است می‌توان به اینتراخت وتسلار اشاره کرد.